# ZNF589
ZNF589 (англ. Zinc finger protein 589) – білок, який кодується однойменним геном, розташованим у людей на 3-й хромосомі. Довжина поліпептидного ланцюга білка становить 364 амінокислот, а молекулярна маса — 41 189.
| 10         |  | 20         |  | 30         |  | 40         |  | 50         |
| ---------- |  | ---------- |  | ---------- |  | ---------- |  | ---------- |
| MWAPREQLLG |  | WTAEALPAKD |  | SAWPWEEKPR |  | YLGPVTFEDV |  | AVLFTEAEWK |
| RLSLEQRNLY |  | KEVMLENLRN |  | LVSLAESKPE |  | VHTCPSCPLA |  | FGSQQFLSQD |
| ELHNHPIPGF |  | HAGNQLHPGN |  | PCPEDQPQSQ |  | HPSDKNHRGA |  | EAEDQRVEGG |
| VRPLFWSTNE |  | RGALVGFSSL |  | FQRPPISSWG |  | GNRILEIQLS |  | PAQNASSEEV |
| DRISKRAETP |  | GFGAVTFGEC |  | ALAFNQKSNL |  | FRQKAVTAEK |  | SSDKRQSQVC |
| RECGRGFSRK |  | SQLIIHQRTH |  | TGEKPYVCGE |  | CGRGFIVESV |  | LRNHLSTHSG |
| EKPYVCSHCG |  | RGFSCKPYLI |  | RHQRTHTREK |  | SFMCTVCGRG |  | FREKSELIKH |
| QRIHTGDKPY |  | VCRD       |  |            |  |            |  |            |

A: Аланін

C: Цистеїн

D: Аспарагінова кислота

E: Глутамінова кислота

F: Фенілаланін

G: Гліцин

H: Гістидин

I: Ізолейцин

K: Лізин

L: Лейцин

M: Метіонін

N: Аспарагін

P: Пролін

Q: Глутамін

R: Аргінін

S: Серин

T: Треонін

V: Валін

W: Триптофан

Кодований геном білок за функціями належить до репресорів, фосфопротеїнів. 
Задіяний у такому біологічному процесі, як альтернативний сплайсинг. 
Білок має сайт для зв'язування з іонами металів, іоном цинку, ДНК. 
Локалізований у ядрі.